# 数学C
数学C（すうがくシー）は、日本の高等学校における数学の科目の一つである。2012年度の学習指導要領では他科目への統廃合により廃止されたが、2022年度の現行の学習指導要領で、再度新設された。

## 内容の変遷
各項目の括弧は前学習指導要領における科目名を示している。

### 1994年4月施行
数学Iを履修した後に履修させ、4項目中2項目以上を選択履修が行われ、ほとんどの学校で、1と2が選択された。数学Cの科目を範囲とする多くの大学では1と2を試験範囲とした。
1. 行列（代数・幾何）
  1. 行列とその演算：和、差、実数倍、積、正則行列
  2. 線型方程式系：行列による表現、消去法による解法
2. 平面上の曲線（代数・幾何）
  1. 二次曲線：放物線、楕円、双曲線
  2. 媒介変数表示と極座標系：曲線の媒介変数表示、極座標と極方程式、いろいろな曲線
3. 数値解析（新規）
  1. 方程式の近似解
  2. 数値積分法：区分求積法、面積の近似計算
4. 統計処理（数学II、確率・統計）
  1. 資料の整理：代表値、散布度、相関
  2. 統計的な推測：正規分布、母集団と標本空間、推定

### 2003年4月施行
原則として数学I及び数学Aを履修した後に履修させ、4項目中2項目以上を選択履修させることとされた。主に高等教育で自然科学・社会科学を学ぶことを希望する者が履修するのが望ましいとされた科目である。実際普通科の理系では履修させる学校が多かった。多くの理系学部（特に理・工学部）において入試でも出題範囲として出題された。一方で医学部医学科・歯学部歯学科を除く医療系学部、薬学部の一部、農学部や水産学部の一部などで出題範囲から外される大学もあった。そのため、高等学校で理系であっても数学Cを選択せずに履修することができるようになっていた。
1. 行列
  1. 行列とその演算：和、差、実数倍、積、逆行列（数学C）
  2. 行列の応用：連立1次方程式（数学C）、点の移動（復活）
2. 平面上の曲線（数学C）
  1. 二次曲線：放物線、楕円、双曲線
  2. 媒介変数表示と極座標：曲線の媒介変数表示、極座標と極方程式、いろいろな曲線
3. 確率分布（数学B）
  1. 確率の計算：条件付き確率、確率の乗法定理、事象の独立・従属
  2. 確率分布：確率変数と確率分布、確率変数の平均・分散・標準偏差、二項分布
4. 統計処理（数学C）
  1. 正規分布、母集団と標本、推定

### 2012年4月施行での取扱い
他科目への統廃合により、廃止された。
- 平面上の曲線を数学IIIに移行。
- 確率分布（条件付き確率を除く）と統計処理は数学B、条件付き確率を数学Aに移行。
- 行列は新科目「数学活用」のみの引用となり、普通科での履修科目から事実上削除された。
  - 理数科向け理数科目「理数数学特論」では、行列は単元として残ったが、実際には理数科でもほとんど履修されていなかった。
  - 履修していた内容は大学（主として理学部・工学部など）における「線型代数学」で履修することが多くなった。

### 2022年4月施行
2022年施行の新学習指導要領において、数学活用の廃止と同時に数学Cが再度設置された。また、数学活用より移行した「数学的な表現の工夫」より、行列が普通科での履修科目として再度追加された。標準単位取得には、3項目中2項目以上を選択履修する必要がある。ただし、1項目のみに絞ることで1単位として設定することも可能。
2025年度大学入試共通テストにおいて「数学ⅡB」が「数学ⅡBC」となるが、このうち数学Bと数学Cは「数列」「統計」「ベクトル」「複素数平面」の4項目のうち3項目を選択する形になる。したがって、文系でも前課程同様に「数列」「ベクトル」を履修することが可能。
数学Cは数学Iの履修を原則としているが、数学Bと数学Cに関しては履修する順番に制約はない。そのため、数学Iの履修後に数学Bと並行して履修したり、数学Cを先行して履修したりすることもできる。
1. ベクトル（数学B）
  1. 平面上のベクトル：ベクトルとその演算、ベクトルの内積
  2. 空間座標とベクトル：空間座標、空間におけるベクトル
2. 平面上の曲線と複素数平面（数学Ⅲ）
  1. 平面上の曲線：二次曲線（直交座標系での表示）、媒介変数での表示、極座標系での表示
  2. 複素数平面：複素数平面、ド・モアブルの定理
3. 数学的な表現の工夫（数学活用）
  1. 数学的な表現の意義やよさ：図，表，統計グラフ，離散数学，行列